# Pulchrana siberu
Pulchrana siberu es una especie de anfibio anuro de la familia Ranidae.

## Distribución geográfica
Esta especie es endémica de la isla de Siberut en las islas Mentawai en Indonesia. 
Su presencia es incierta en la isla de Sumatra.

## Descripción
Pulchrana siberu mide de 37 a 39 mm.

## Etimología
El nombre de la especie le fue dado en referencia al lugar de su descubrimiento, la isla de Siberut.

## Publicación original
- Dring, McCarthy & Whitten, 1990 : The terrestrial herpetofauna of the Mentawai Islands, Indonesia. Indo-Malayan Zoology, vol. 6, p. 119-132.[4]